# Dambach-la-Ville
Dambach-la-Ville là một xã thuộc tỉnh Bas-Rhin trong vùng Grand Est đông bắc Pháp.

## Liên kết ngoài

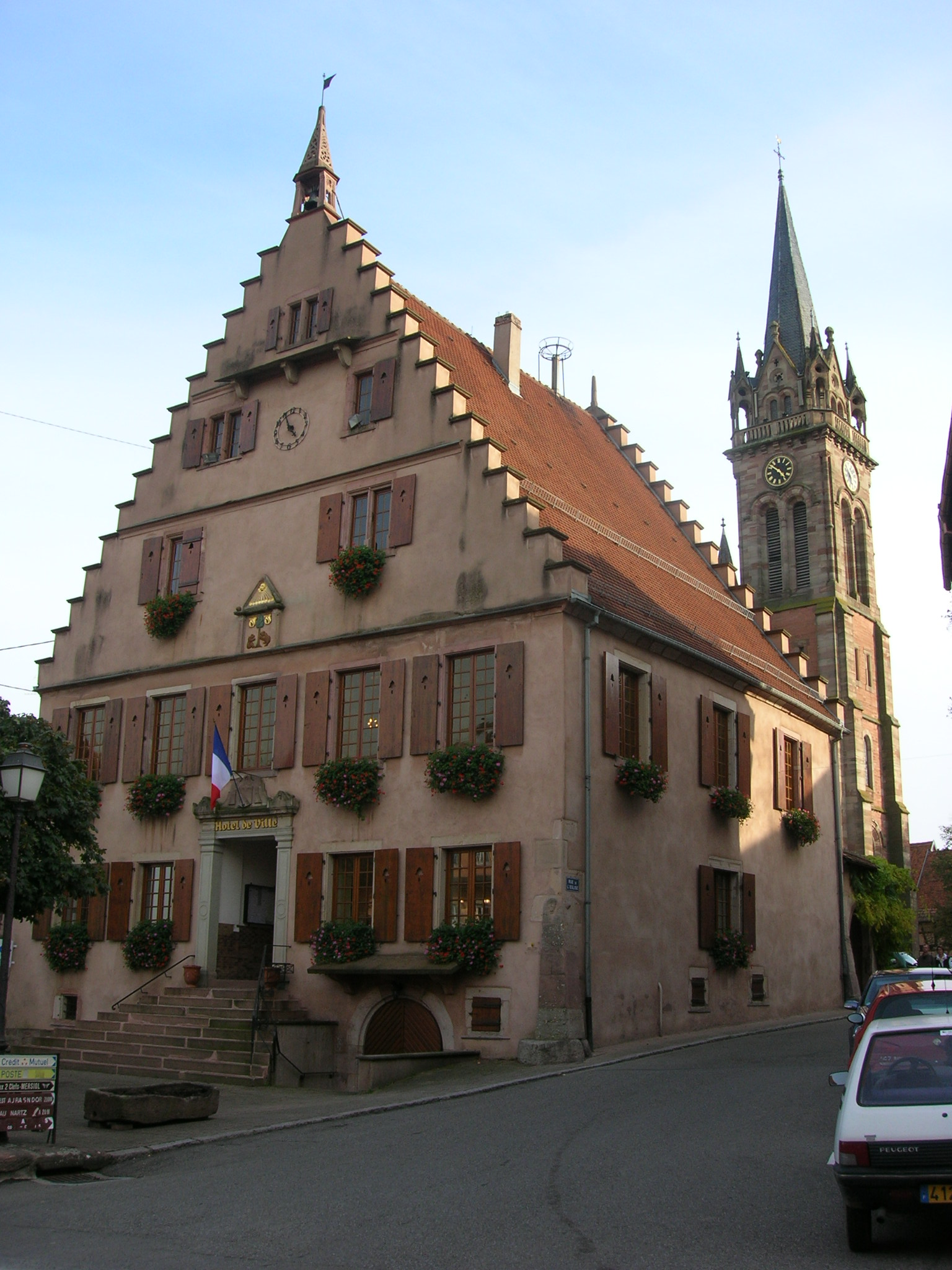
City hall
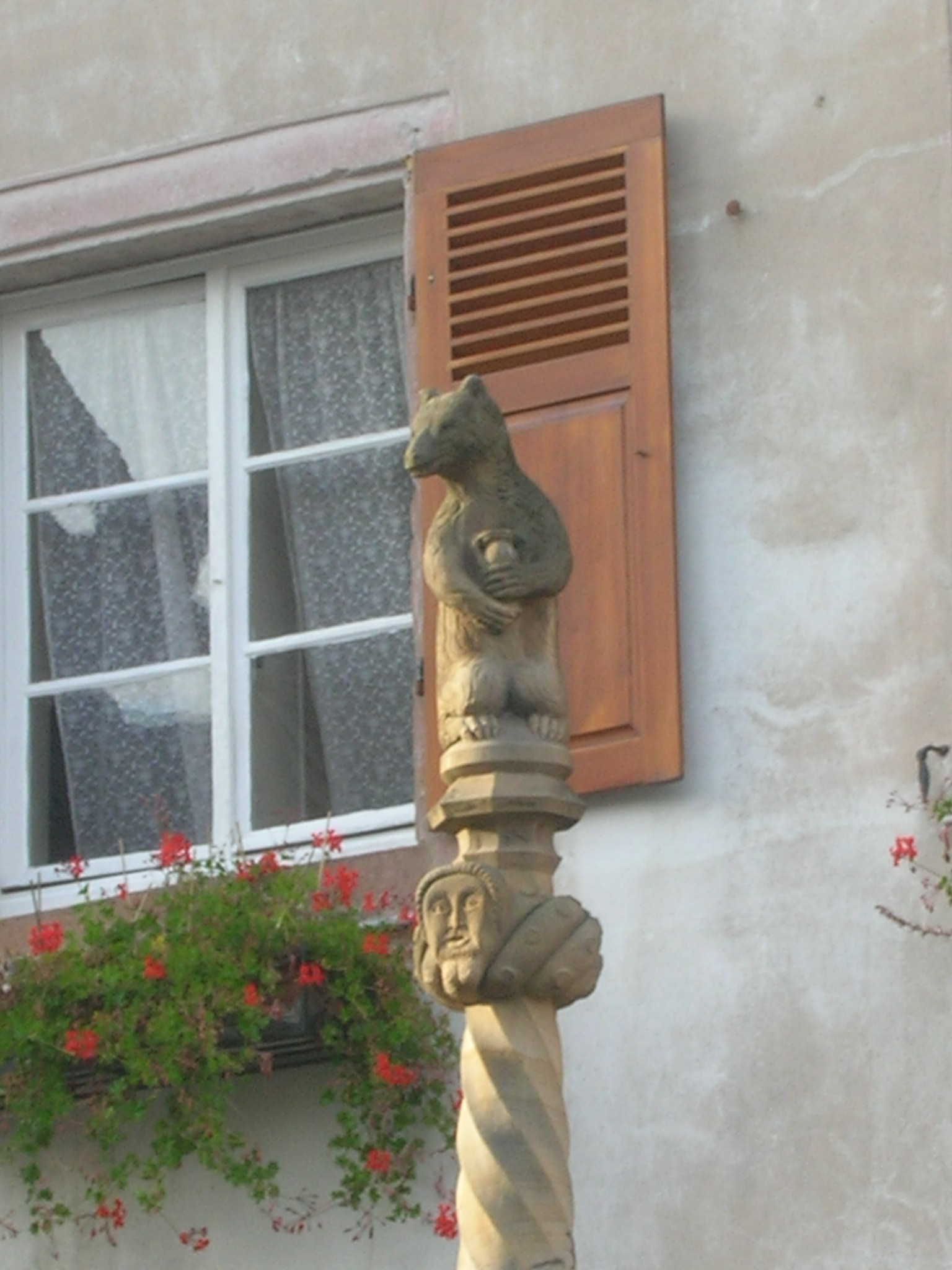
Fontaine de l'ours

## Dân số
| 1962 | 1968 | 1975 | 1982 | 1990 | 1999 | 2006 |
| ---- | ---- | ---- | ---- | ---- | ---- | ---- |
| 2035 | 2051 | 2039 | 1907 | 1800 | 1973 | 1979 |

## Xã kết nghĩa
- Wemding, Đức - 1988